# Burnham (Illinois)
Burnham – wieś w Stanach Zjednoczonych, w stanie Illinois, w hrabstwie Cook.